# Bytnica
Bytnica (deutsch Beutnitz (Mark)) ist ein Dorf im Powiat Krośnieński der Woiwodschaft Lebus in Polen. Es ist Sitz der gleichnamigen Landgemeinde mit 2494 Einwohnern (Stand 31. Dezember 2020).

## Geschichte
Nach dem Ende des Zweiten Weltkrieges wurde der Ort durch das Potsdamer Abkommen in polnische Verwaltung übernommen und die deutsche Bevölkerung vertrieben. Seitdem trägt der Ort den Namen Bytnica.

## Gemeinde
Zur Landgemeinde (gmina wiejska) Bytnica gehören das Dorf selbst und sechs weitere Dörfer mit Schulzenämtern.

## Pfarrkirche
Die Pfarrkirche des Ortes wurde in den Jahren 1745 bis 1750 als evangelische Barockkirche erbaut. Später wurde in der Mitte des Daches ein klassizistischer Turm errichtet. Im Jahre 1948 wurde die Kirche als katholische Pfarrkirche St. Peter und Paul geweiht. Patrozinium: Peter und Paul am 29. Juni.

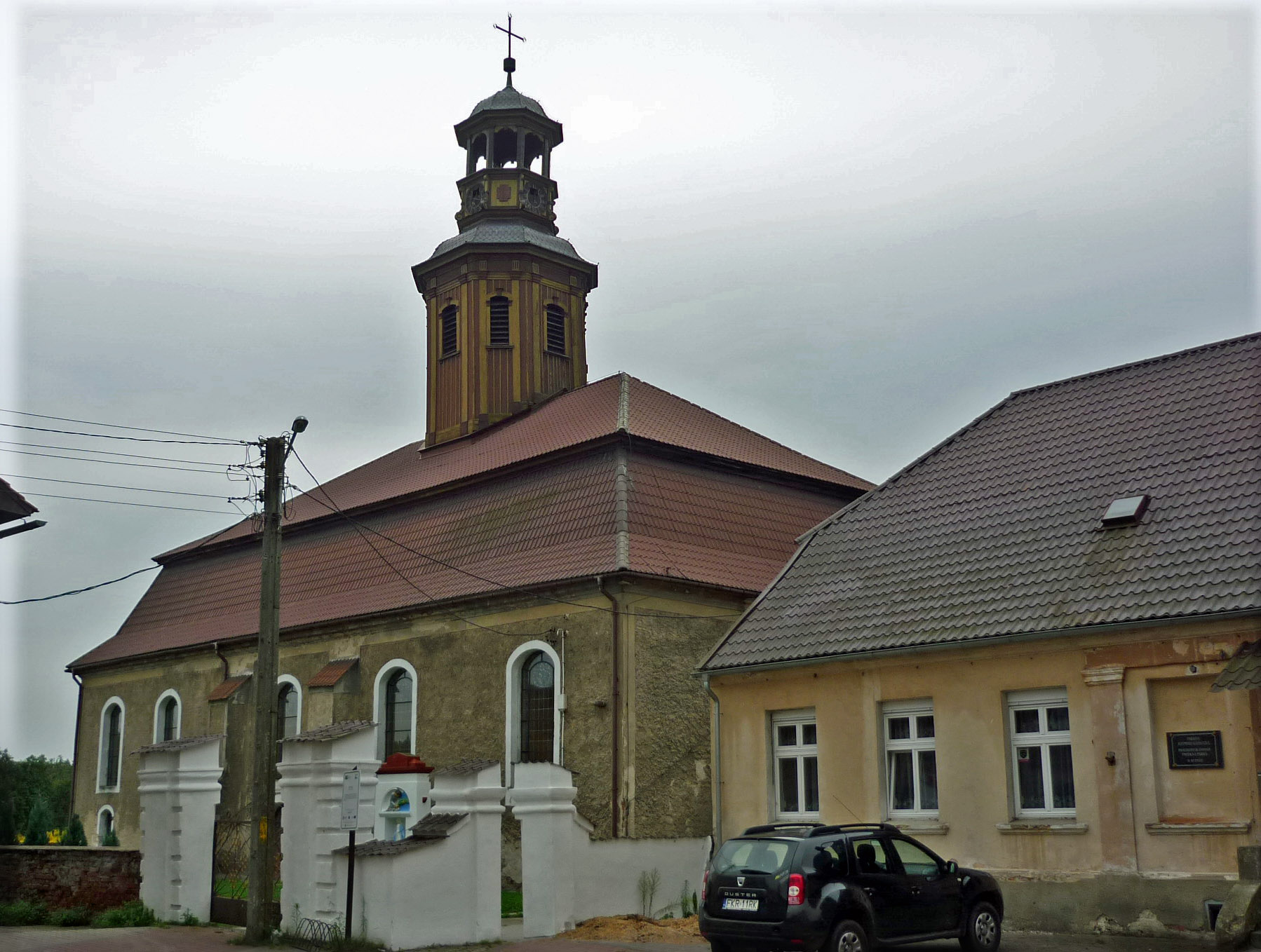
Pfarrkirche St. Peter und Paul in Beutnitz
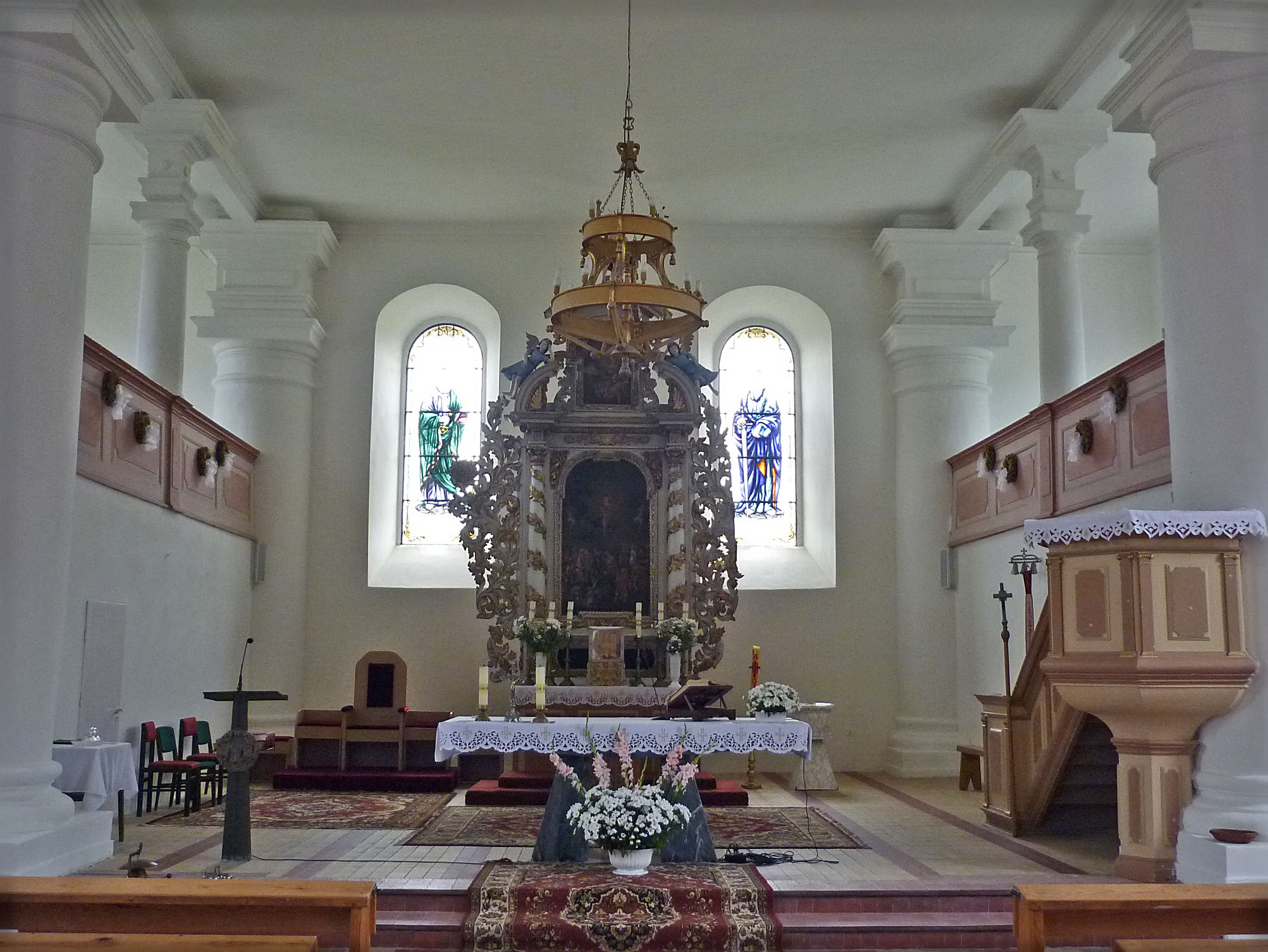
Kirchenraum der Pfarrkirche St. Peter und Paul in Beutnitz